# Schmölln
Schmölln là một thị xã ở huyện Altenburger Land, Đức. Thị xã nằm bên sông Sprotte.
Các đô thị giáp ranh gồm: Altkirchen, Drogen, Thị xã Gößnitz, Heyersdorf, Nöbdenitz, Ponitz, Saara, và Vollmershain.
Schmölln được chia thành 13 khu vực dân cư:
- Bohra
- Brandrübel
- Großstöbnitz
- Kleinmückern
- Kummer
- Nitzschka
- Nödenitzsch
- Papiermühle
- Schloßig
- Selka
- Sommeritz
- Weißbach
- Zschernitzsch